# Khudunabari
Khudunabari (nep. खुदुनाबारी) – gaun wikas samiti we wschodniej części Nepalu w strefie Meći w dystrykcie Jhapa. Według nepalskiego spisu powszechnego z 2001 roku liczył on 2699 gospodarstw domowych i 14037 mieszkańców (7009 kobiet i 7028 mężczyzn).